# Euproctis sarawacensis
Euproctis sarawacensis är en fjärilsart som beskrevs av Talbot 1926. Euproctis sarawacensis ingår i släktet Euproctis och familjen tofsspinnare. Inga underarter finns listade i Catalogue of Life.